# Cotesia disparis
Cotesia disparis är en stekelart som först beskrevs av Vladimir Ivanovich Tobias 1986.  Cotesia disparis ingår i släktet Cotesia och familjen bracksteklar. Inga underarter finns listade i Catalogue of Life.